# Wodynie
Wodynie ist ein Dorf sowie Sitz der Landgemeinde im Powiat Siedlecki der Woiwodschaft Masowien, Polen.

## Gemeinde
Zur Landgemeinde Wodynie gehören 24 Ortschaften mit einem Schulzenamt:
Borki
Brodki
Budy
Czajków
Helenów
Jedlina
Kaczory
Kamieniec
Kochany
Kołodziąż
Łomnica
Młynki
Oleśnica
Ruda Wolińska
Rudnik Duży
Rudnik Mały
Seroczyn
Soćki
Szostek
Toki
Wodynie
Wola Serocka
Wola Wodyńska
Żebraczka
Weiterer Orte der Gemeinde sind Lipiny, Nowiny und Ruda Szostkowska.